# Edin Džeko
Pour les articles homonymes, voir Edin.
Edin Džeko (prononciation en bosnien : [ɛdin dʒɛkɔ]), né le 17 mars 1986 à Sarajevo en Yougoslavie (aujourd'hui en Bosnie-Herzégovine), est un footballeur international bosnien qui évolue au poste d'attaquant à l'ACF Fiorentina
Il a été élu meilleur footballeur bosnien de 2009 à 2012.
Il est le troisième meilleur buteur de l’histoire de l'AS Roma derrière Francesco Totti (307) et Roberto Pruzzo (138), ainsi que le meilleur buteur de l'histoire du VfL Wolfsburg.
Il est aussi le joueur le plus capé  en sélection de Bosnie-Herzégovine ainsi que meilleur buteur de l'histoire la sélection.

## Biographie
En Bosnie, il est surnommé Bosanski Dijamant (Le Diamant bosniaque). Il a également joué pour le FK Željezničar Sarajevo, le FK Teplice, le FK Ústí nad Labem et le VfL Wolfsburg.
Džeko a joué 126 fois pour son pays et a marqué 64 buts depuis 2007 (ce qui fait de lui le meilleur buteur bosnien de tous les temps). Il a marqué neuf buts lors des éliminatoires de la Coupe du monde 2010, terminant meilleur buteur du groupe 5.

### En club

#### Débuts
Edin Džeko commence sa carrière professionnelle en 2003 au FK Željezničar Sarajevo, dans son pays natal, comme milieu de terrain offensif. Son club préféré est la Juventus et Andriy Chevtchenko son modèle.
Malgré son jeune âge, ses performances sont remises en cause. En deux saisons, il dispute 40 matchs et inscrit cinq buts, avant que Jiri Plišek, un entraîneur ayant travaillé au Željezničar, ne vienne le chercher pour le faire signer au FK Teplice, en première division tchèque, contre une indemnité de 25 000 €
À son arrivée en Tchéquie en 2005, il est prêté six mois au FK Ústí nad Labem puis revient au FK Teplice, où il joue jusqu'en 2007. Repositionné attaquant, il inscrit 13 buts en 30 matchs lors de la saison 2006-2007, ce qui en fait le meilleur buteur de la Gambrinus liga.

#### Wolfsburg (2007-2010)
Ses performances lui permettent d'attirer l'œil des recruteurs. Džeko est notamment repéré par Felix Magath qui le fait signer au VfL Wolfsburg, en Allemagne, pour un montant de 4 millions d'euros.
Džeko se montre décisif dès son premier match en marquant un but, le 5 août 2007, lors d'une rencontre de coupe d'Allemagne face au Würzburger FV. Il est titularisé et participe à la victoire de son équipe par quatre buts à zéro. Il s'impose rapidement dans l'équipe, marquant cinq buts et réalisant trois passes décisives lors de ses onze premiers matchs. Finalement Wolfsburg termine au cinquième rang, qualificatif pour la Coupe UEFA 2008-2009, grâce aux huit buts et sept passes décisives de Džeko, titularisé 17 fois.
Avec le recrutement de son compatriote Zvjezdan Misimović et la progression de son entente avec le buteur brésilien Grafite, Džeko réalise une saison de très haut niveau, menant le VfL Wolfsburg à la conquête du championnat d'Allemagne. Le duo d'attaque inscrit 54 buts en championnat, un record dans l'histoire de la Bundesliga. Džeko inscrit 26 buts et 10 passes décisives en 32 matchs de championnat, 4 en coupe UEFA, 6 en deux matchs de coupe d'Allemagne, et enfin neuf buts en sélection nationale.
Malgré les approches de différents clubs européens, il prolonge son contrat à Wolfsburg jusqu'en 2013. Il marque le 30 septembre 2009 son premier but en Ligue des champions, contre Manchester United à Old Trafford. En octobre 2009, il figure pour la première fois dans la liste des trente nommés pour le Ballon d'or France Football, dont il termine à la 13e place. Il est alors, avec Franck Ribéry, le seul représentant de la Bundesliga. Il termine finalement la saison meilleur buteur de la Bundesliga avec 22 buts, grâce notamment à un triplé inscrit le 16 mai 2010 contre Hanovre 96. Le 28 août 2010, Džeko devient le meilleur buteur de l'histoire du club avec 59 buts en 96 matchs, surpassant ainsi l'Argentin Diego Klimowicz, auteur de 57 buts en 149 matchs. Ce total de but s'améliore encore ainsi que celui de Grafite, les deux hommes terminent respectivement meilleur et deuxième meilleur buteur du club allemand.

#### Manchester City (2011-2015)

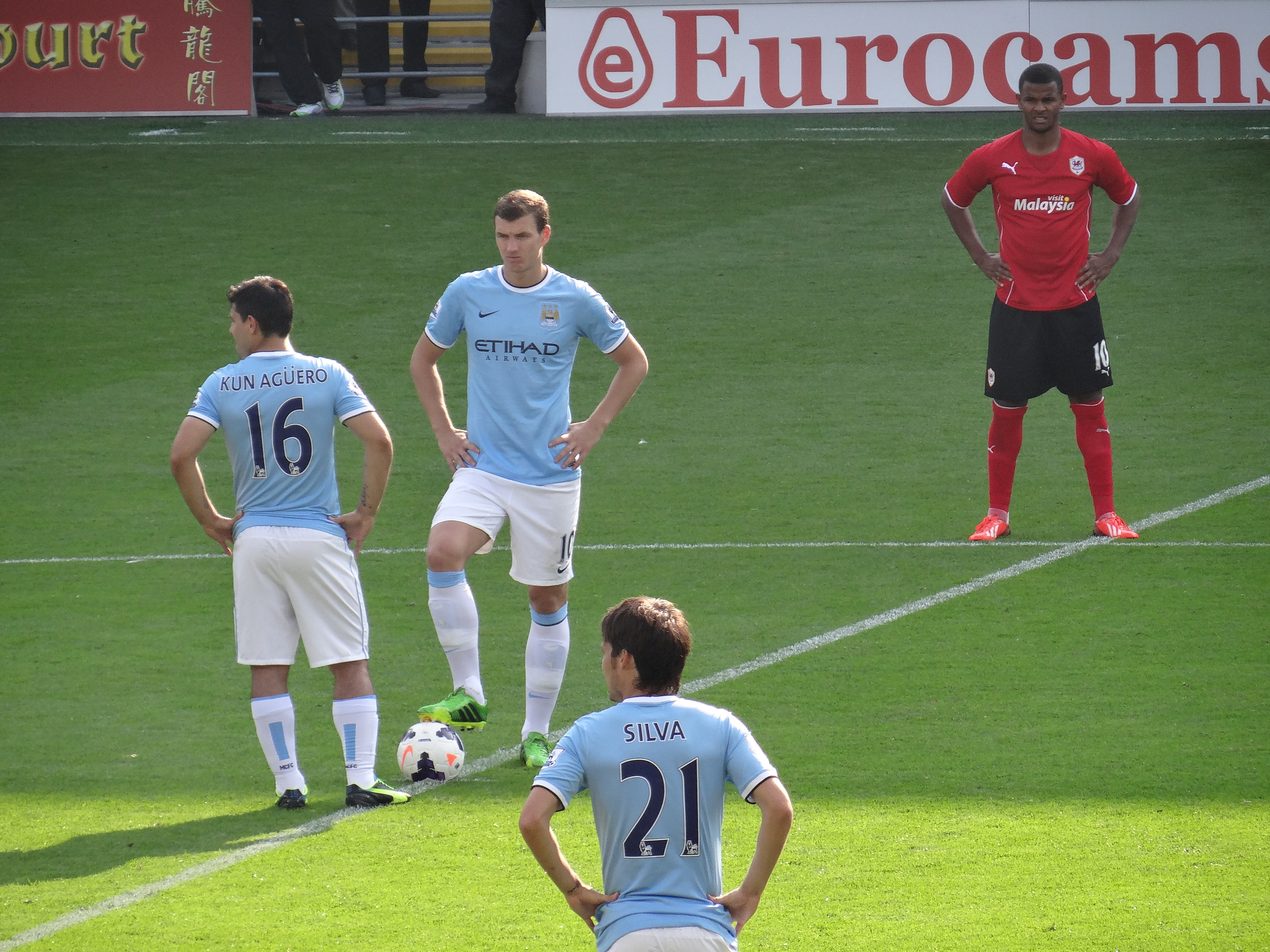
Edin Dzeko lors du match Manchester City-Cardiff.

Annoncé dans les plus grandes équipes européennes comme l'AC Milan, Chelsea, Juventus et le Real Madrid, il signe finalement à Manchester City le 7 janvier 2011, pendant le mercato hivernal, un contrat de 4 ans et demi, en échange d'une indemnité de 35 millions d'euros, une somme record en championnat d'Allemagne. Titulaire pour son premier match, il adresse une passe décisive à Yaya Touré et pèse dans l'animation offensive au fil du match.
Edin Dzeko inscrit son premier but avec Manchester City en FA Cup contre Notts County (1-1). Le 24 février, il inscrit un doublé contre le Aris Salonique Football Club en moins de quinze minutes en Ligue Europa. Le 25 avril, Džeko inscrit son premier but en Premier League contre Blackburn Rovers. Le 28 août, il inscrit un quadruplé à Tottenham et participe grandement à la nette victoire des Skyblues, sur le score de 5 buts à 1. Il est l'auteur d'un doublé lors du derby mancunien à Old Trafford, lors de la victoire de Manchester City 6 buts à 1, contre Manchester United. Il gagne le championnat 2011-2012 avec Manchester City en inscrivant un magnifique but de la tête dans les arrêts de jeu sur un corner de l'incontournable David Silva.
Malgré ses excellentes performances, il peine à se faire une place dans cet effectif de très haute qualité. Džeko est utilisé comme joker à Manchester City. Il entre souvent en jeu après être resté 70 minute sur le banc. Lorsqu'il entre dans le jeu, le jeu de l'équipe change et est basé uniquement sur l'attaque, tous les joueurs donnent leur maximum. Le bosnien arrive souvent à marquer dès son entrée sur le terrain comme contre Fulham ou il marque 45 secondes après son entrée en jeu. Malgré tout, l’entraîneur préfère le garder dans ses rangs plutôt que de le vendre.
En 2012, tout va beaucoup mieux pour le géant bosnien. Džeko a fini l'ancienne saison très positivement avec un but égalisateur contre Southampton dans une victoire de 3-2. Il a ensuite marqué en Ligue des champions contre le Real Madrid au stade Santiago Bernabéu. Le 29 septembre, il marque un but à la 87e minute contre Fulham et fait gagner son équipe, une minute après être apparu comme remplaçant. Le 20 octobre 2012, il entre à la 79e minute pour marquer une minute plus tard, puis marquer à nouveau dans le temps additionnel pour faire gagner Manchester City contre West Bromwich Albion. Il totalise 6 buts depuis le début de la saison 2012-13. Le 11 novembre 2012, Edin Džeko sauve son équipe en marquant lors du temps additionnel de la deuxième mi-temps contre Tottenham (2-1). Ses nombreux buts qui font à chaque fois échapper au match nul à Manchester City lui valent le nom de Super Sub.
Le 5 avril 2015 est annoncé un intérêt de l'AS Rome où il pourrait rejoindre son compatriote Miralem Pjanić en plus de l’intérêt du FC Barcelone.

#### AS Roma (2015-2021)
Le 12 août 2015, il s'engage officiellement avec l'AS Roma pour un prêt payant de 4 millions d'euros assorti d'une option d'achat de 11 millions d'euros mais le joueur est finalement acquis à titre définitif le 1er octobre 2015 par le club romain après le règlement des 15 millions d'euros (4 millions du prêt et 11 millions de l'option d'achat).
En 2017 il est nommé dans la liste des 30 joueurs pour le Ballon d'or France Football. Il termine à la 28e place lors de cette édition.
En janvier 2018, il est tout proche d'être transféré à Chelsea, le transfert ne se concrétise finalement pas,. Il est particulièrement décisif en Ligue des champions. Ayant inscrit le but qui valide la qualification en huitième de finale face au Shakhtar Donetsk, il marque en quart de finale un but lors de chacune des deux rencontres face au FC Barcelone et obtient également un penalty. La Roma est éliminée en demi-finale par Liverpool, avec un Edin Džeko également buteur lors des deux rencontres.
Il quitte le club à l'issue de la saison 2020-2021 alors que sa relation avec l'entraîneur Paulo Fonseca est tendue. Il est alors le troisième meilleur buteur de l'histoire du club romain.

#### Inter Milan (2021-2023)
Le 14 août 2021, il est officialisé par l'Inter Milan. Il a pour rôle de remplacer Romelu Lukaku dans l'effectif interiste et est associé à Lautaro Martínez à la pointe de l'attaque. Il se révèle efficace, inscrivant sept buts lors de ses onze premiers matchs.
Le 4 janvier 2023, Džeko a marqué le seul but du match contre le leader du championnat, Napoli, lui infligeant ainsi sa première défaite en championnat pour la saison 2022-2023. Quatorze jours plus tard, il a marqué lors de la victoire 3-0 contre Milan en Supercoupe d'Italie 2022 et a été nommé Homme du Match. Avec ce but, il est devenu le plus vieux buteur (36 ans et 307 jours) de la compétition, battant le précédent record établi par Cristiano Ronaldo (35 ans et 350 jours) en 2020.
Le 10 mai 2023, Džeko ouvre le score lors de la demi-finale aller de Ligue des champions contre le Milan AC d'une frappe du pied gauche après avoir remporté son duel avec le défenseur Davide Calabria. Le 3 juin, il a joué son 100e match avec l'Inter toutes compétitions confondues lors d'une victoire 1-0 à l'extérieur contre Torino lors de la dernière journée de Serie A. Le 10 juin, il était dans le onze de départ de l'Inter en finale de la Ligue des champions de l'UEFA contre son ancienne équipe, Manchester City. Džeko a été remplacé par Romelu Lukaku à la 57e minute. City a finalement battu l'Inter 1-0 au Stade olympique Atatürk à Istanbul pour remporter la Ligue des champions.
Plus tard dans le mois, il a été confirmé que Džeko quitterait le club après deux saisons au cours desquelles il a remporté quatre trophées, marqué 31 buts et délivré 15 passes décisives toutes compétitions confondues.

#### Fenerbahçe (2023-2025)
Le 22 juin 2023, le club de la Süper Lig, Fenerbahçe, annonce que Džeko était arrivé à Istanbul pour finaliser son transfert. Il a signé un contrat de deux ans le même jour,. Le 26 juillet 2023, il a fait ses débuts pour le club en tant que capitaine, marquant un but et fournissant deux passes décisives lors de sa victoire 5-0 contre Zimbru Chișinău au deuxième tour de qualification de la Ligue Europa Conférence 2023-2024.
Très prolifique sur le front de l’attaque, Dzeko termine la saison 2023-2024 avec 25 buts toutes compétitions confondues.

#### Fiorentina (depuis 2025-)
En juillet 2025, l'ACF Fiorentina officialise le recrutement de Džeko. Il signe un contrat d'une saison avec une option pour une deuxième année dans le club florentin.

### Équipe nationale
Edin Džeko a joué avec les sélections de jeunes de Bosnie, notamment avec l'équipe des moins de 19 ans et des moins de 21 ans.
Il fait ses débuts avec l'équipe première de Bosnie-Herzégovine le 2 juin 2007 lors d'un match contre la Turquie et marque un splendide but. Tout ça, grâce à ses excellentes performances à Wolfsburg. Il s'impose vite, marquant notamment neuf buts en huit matchs lors de la saison 2007-2009. Il inscrit neuf buts pendant les qualifications de la Coupe du monde 2010 et finit à la deuxième place des meilleurs buteurs à égalité avec Wayne Rooney.
Le 28 mars 2009, le commentateur bosnien Marjan Mijajlović, surnomme Džeko le « Diamant bosniaque » durant un match contre la Belgique où il marque un but remarquable.
Lors des deux premiers matchs des éliminatoires de la Coupe du monde 2014, il est l'auteur de 4 buts en 2 matchs. Il est actuellement meilleur buteur de la Bosnie-Herzégovine avec 46 réalisations. Il figure naturellement parmi les 23 joueurs convoqués pour disputer la Coupe du monde 2014 au Brésil. Durant la compétition, il se distingue en ouvrant le score face à l'Iran permettant aux siens de s'imposer 3-1. Cette victoire sera la première dans l'histoire de la Bosnie en Coupe du monde.
Il est très aimé en Bosnie et il est surtout un titulaire indiscutable. Il forme un très bon duo avec la star de Hertha Berlin, Vedad Ibišević. Il s'est fait une place dans cette équipe qui est très offensive avec des joueurs comme Miralem Pjanić ou encore Senad Lulić.
Il est élu à trois reprises et de manière consécutive meilleur joueur bosnien (2009, 2010, 2011)[réf. nécessaire].
Le 28 mars 2017 il ouvre le score lors d'un match amical face à l'Albanie (victoire 1-2 de la Bosnie). Il devient ainsi le premier joueur bosnien à atteindre les 50 buts en sélection.
En septembre 2018, il devient le joueur le plus capé de l'histoire de la Bosnie-Herzégovine pour un total de 95 sélections, dépassant ainsi Emir Spahić. Le 23 mars 2019, Džeko atteint les cent sélections contre l'Arménie.

### Ambassadeur de l'UNICEF
En novembre 2009, Džeko devient le premier ambassadeur bosnien. Il a visité plusieurs écoles en Bosnie-Herzégovine et aidé de nombreux enfants.

### Vie privée
Džeko est né à Sarajevo à l'époque partie de RFS Yougoslavie, dans une famille bosniaque. Sa famille se compose du père Midhat, la mère Belma et la sœur Merima. Il a déclaré que sa famille a toujours été favorable à son sport tout au long de sa carrière, en particulier son père, qui l'a emmené à des séances de formation alors qu'il était au FK Željezničar. Son père a également joué professionnellement en Bosnie-Herzégovine. Džeko est polyglotte, parlant couramment quatre langues: le bosnien, le tchèque, l'allemand et l'anglais.
Džeko est connu pour avoir eu une relation avec le modèle bosniaque et actrice Amra Silajdžić (en) avec qui il a eu son premier enfant le 3 février 2016, une petite fille prénommée Una. En septembre 2017, il est père pour la seconde fois avec la venue au monde de Dani, un garçon.

## Statistiques

### Statistiques détaillées
Ce tableau présente les statistiques en carrière d'Edin Džeko.

| Saison                | Club                  | Championnat           | Championnat | Championnat | Championnat | Coupe nationale | Coupe nationale | Coupe nationale | Coupe de la Ligue | Coupe de la Ligue | Coupe de la Ligue | Supercoupe | Supercoupe | Supercoupe | Compétition(s) continentale(s) | Compétition(s) continentale(s) | Compétition(s) continentale(s) | Compétition(s) continentale(s) | Bosnie-Herzégovine | Bosnie-Herzégovine | Bosnie-Herzégovine | Total | Total | Total |
| Saison                | Club                  | Division              | M.          | B.          | P.d.        | M.              | B.              | P.d.            | M.                | B.                | P.d.              | M.         | B.         | P.d.       | Comp.                          | M.                             | B.                             | P.d.                           | M.                 | B.                 | P.d.               | M.    | B.    | P.d.  |
| 2003-2004             | Željezničar           | Division 1            | 15          | 2           | -           | 1               | 0               | -               | -                 | -                 | -                 | -          | -          | -          | C3                             | 1                              | 0                              | 0                              | -                  | -                  | -                  | 17    | 2     | 0     |
| 2004-2005             | Željezničar           | Division 1            | 20          | 1           | -           | 5               | 1               | -               | -                 | -                 | -                 | -          | -          | -          | -                              | -                              | -                              | -                              | -                  | -                  | -                  | 25    | 2     | 0     |
| Sous-total            | Sous-total            | Sous-total            | 35          | 3           | -           | 6               | 1               | -               | -                 | -                 | -                 | -          | -          | -          | -                              | 1                              | 0                              | 0                              | -                  | -                  | -                  | 42    | 4     | 0     |
| 2004-2005             | FK Ústí (prêt)        | Division 2            | 15          | 6           | 2           | -               | -               | -               | -                 | -                 | -                 | -          | -          | -          | -                              | -                              | -                              | -                              | -                  | -                  | -                  | 15    | 6     | 2     |
| Sous-total            | Sous-total            | Sous-total            | 15          | 6           | 2           | -               | -               | -               | -                 | -                 | -                 | -          | -          | -          | -                              | -                              | -                              | -                              | -                  | -                  | -                  | 15    | 6     | 2     |
| 2005-2006             | FK Teplice            | Division 1            | 13          | 3           | 1           | -               | -               | -               | -                 | -                 | -                 | -          | -          | -          | -                              | -                              | -                              | -                              | -                  | -                  | -                  | 13    | 3     | 1     |
| 2006-2007             | FK Teplice            | Division 1            | 30          | 13          | 7           | 3               | 1               | -               | -                 | -                 | -                 | -          | -          | -          | Intertoto                      | 2                              | 0                              | 0                              | 2                  | 1                  | 1                  | 37    | 15    | 8     |
| Sous-total            | Sous-total            | Sous-total            | 43          | 16          | 8           | 3               | 1               | -               | -                 | -                 | -                 | -          | -          | -          | -                              | 2                              | 0                              | 0                              | 2                  | 1                  | 1                  | 50    | 18    | 9     |
| 2007-2008             | VfL Wolfsburg         | Bundesliga            | 28          | 8           | 5           | 5               | 1               | 0               | -                 | -                 | -                 | -          | -          | -          | -                              | -                              | -                              | -                              | 6                  | 0                  | 0                  | 39    | 9     | 5     |
| 2008-2009             | VfL Wolfsburg         | Bundesliga            | 32          | 26          | 7           | 2               | 6               | 0               | -                 | -                 | -                 | -          | -          | -          | C3                             | 8                              | 4                              | 0                              | 8                  | 9                  | 3                  | 50    | 45    | 10    |
| 2009-2010             | VfL Wolfsburg         | Bundesliga            | 34          | 22          | 8           | 2               | 2               | 2               | -                 | -                 | -                 | -          | -          | -          | C1+C3                          | 6+6                            | 4+1                            | 0+2                            | 10                 | 5                  | 2                  | 58    | 34    | 14    |
| 2010-2011             | VfL Wolfsburg         | Bundesliga            | 17          | 10          | 1           | 2               | 1               | 2               | -                 | -                 | -                 | -          | -          | -          | -                              | -                              | -                              | -                              | 5                  | 2                  | 1                  | 24    | 13    | 4     |
| Sous-total            | Sous-total            | Sous-total            | 111         | 66          | 22          | 11              | 10              | 4               | -                 | -                 | -                 | -          | -          | -          | -                              | 20                             | 9                              | 2                              | 29                 | 16                 | 6                  | 171   | 101   | 34    |
| 2010-2011             | Manchester City       | Premier League        | 15          | 2           | 2           | 2               | 2               | 1               | -                 | -                 | -                 | -          | -          | -          | C3                             | 4                              | 2                              | 0                              | 3                  | 1                  | 0                  | 24    | 7     | 3     |
| 2011-2012             | Manchester City       | Premier League        | 30          | 14          | 3           | -               | -               | -               | 4                 | 3                 | 1                 | 1          | 1          | 0          | C1+C3                          | 5+3                            | 0+1                            | 2+1                            | 10                 | 3                  | 2                  | 53    | 22    | 9     |
| 2012-2013             | Manchester City       | Premier League        | 32          | 14          | 3           | 5               | 0               | 1               | 1                 | 0                 | 0                 | 1          | 0          | 0          | C1                             | 6                              | 1                              | 0                              | 9                  | 8                  | 6                  | 54    | 23    | 10    |
| 2013-2014             | Manchester City       | Premier League        | 31          | 16          | 1           | 5               | 2               | 3               | 5                 | 6                 | 2                 | -          | -          | -          | C1                             | 7                              | 2                              | 1                              | 12                 | 7                  | 1                  | 60    | 33    | 8     |
| 2014-2015             | Manchester City       | Premier League        | 22          | 4           | 2           | 1               | 0               | 0               | 2                 | 2                 | 0                 | 1          | 0          | 0          | C1                             | 6                              | 0                              | 1                              | 7                  | 6                  | 0                  | 39    | 12    | 3     |
| Sous-total            | Sous-total            | Sous-total            | 130         | 50          | 11          | 13              | 4               | 5               | 12                | 11                | 3                 | 3          | 1          | 0          | -                              | 31                             | 6                              | 5                              | 41                 | 25                 | 9                  | 230   | 97    | 33    |
| 2015-2016             | AS Rome (prêt)        | Serie A               | 31          | 8           | 6           | 1               | 0               | 0               | -                 | -                 | -                 | -          | -          | -          | C1                             | 7                              | 2                              | 1                              | 7                  | 4                  | 1                  | 46    | 14    | 8     |
| 2016-2017             | AS Rome               | Serie A               | 37          | 29          | 9           | 4               | 2               | 1               | -                 | -                 | -                 | -          | -          | -          | C1+C3                          | 2+8                            | 0+8                            | 0+2                            | 6                  | 4                  | 0                  | 57    | 43    | 12    |
| 2017-2018             | AS Rome               | Serie A               | 36          | 16          | 4           | 1               | 0               | 0               | -                 | -                 | -                 | -          | -          | -          | C1                             | 12                             | 8                              | 3                              | 8                  | 2                  | 2                  | 57    | 26    | 9     |
| 2018-2019             | AS Rome               | Serie A               | 33          | 9           | 6           | 1               | 0               | 0               | -                 | -                 | -                 | -          | -          | -          | C1                             | 6                              | 5                              | 4                              | 10                 | 4                  | 1                  | 50    | 18    | 11    |
| 2019-2020             | AS Rome               | Serie A               | 35          | 16          | 7           | 0               | 0               | 0               | -                 | -                 | -                 | -          | -          | -          | C3                             | 8                              | 3                              | 1                              | 4                  | 2                  | 1                  | 47    | 21    | 9     |
| 2020-2021             | AS Rome               | Serie A               | 27          | 7           | 4           | 1               | 0               | 0               | -                 | -                 | -                 | -          | -          | -          | C3                             | 10                             | 6                              | 1                              | 5                  | 2                  | 0                  | 43    | 15    | 5     |
| Sous-total            | Sous-total            | Sous-total            | 199         | 85          | 35          | 8               | 2               | 1               | -                 | -                 | -                 | -          | -          | -          | -                              | 53                             | 32                             | 12                             | 39                 | 17                 | 5                  | 299   | 136   | 53    |
| 2021-2022             | Inter Milan           | Serie A               | 36          | 13          | 6           | 5               | 1               | 1               | -                 | -                 | -                 | 1          | 0          | 0          | C1                             | 7                              | 3                              | 1                              | 13                 | 4                  | 0                  | 62    | 21    | 8     |
| 2022-2023             | Inter Milan           | Serie A               | 33          | 9           | 4           | 4               | 0               | 0               | -                 | -                 | -                 | 1          | 1          | 0          | C1                             | 14                             | 4                              | 1                              | 5                  | 1                  | 1                  | 57    | 15    | 6     |
| Sous-total            | Sous-total            | Sous-total            | 69          | 22          | 10          | 9               | 1               | 1               | 0                 | 0                 | 0                 | 2          | 1          | 0          | -                              | 21                             | 7                              | 2                              | 18                 | 5                  | 1                  | 119   | 36    | 14    |
| 2023-2024             | Fenerbahçe SK         | Süper Lig             | 36          | 21          | 6           | -               | -               | -               | -                 | -                 | -                 | -          | -          | -          | C4                             | 10                             | 4                              | 4                              | 5                  | 1                  | 1                  | 51    | 26    | 11    |
| 2024-2025             | Fenerbahçe SK         | Süper Lig             | 35          | 14          | 4           | 2               | 0               | 0               | -                 | -                 | -                 | -          | -          | -          | C1+C3                          | 4+12                           | 4+3                            | 0+3                            | 7                  | 3                  | 0                  | 60    | 24    | 7     |
| Sous-total            | Sous-total            | Sous-total            | 71          | 35          | 10          | 2               | 0               | 0               | 0                 | 0                 | 0                 | 0          | 0          | 0          | -                              | 26                             | 11                             | 7                              | 12                 | 4                  | 1                  | 111   | 50    | 18    |
| Total sur la carrière | Total sur la carrière | Total sur la carrière | 673         | 282         | 98          | 52              | 20              | 12              | 12                | 11                | 3                 | 5          | 2          | 0          | -                              | 154                            | 65                             | 28                             | 141                | 68                 | 23                 | 1037  | 448   | 164   |

### Buts internationaux
| #            | Date               | Lieu                                                     | Adversaire           | Score | Résultat | Compétition                                         |
| ------------ | ------------------ | -------------------------------------------------------- | -------------------- | ----- | -------- | --------------------------------------------------- |
| 1            | 2 juin 2007        | Stade Asim Ferhatović Hase, Sarajevo, Bosnie-Herzégovine | Turquie              | 3 – 2 |          | Qualifications Euro 2008                            |
| 2 et 3       | 10 septembre 2008  | Stade Bilino Polje, Zenica, Bosnie-Herzégovine           | Estonie              | 7 – 0 |          | Qualifications Coupe du monde 2010                  |
| 4            | 11 octobre 2008    | Stade BJK İnönü, Istanbul, Turquie                       | Turquie              | 2 – 1 |          | Qualifications Coupe du monde 2010                  |
| 5            | 15 octobre 2008    | Stade Bilino Polje, Zenica, Bosnie-Herzégovine           | Arménie              | 4 – 1 |          | Qualifications Coupe du monde 2010                  |
| 6            | 20 novembre 2008   | Stadion Ljudski vrt, Maribor, Slovénie                   | Slovénie             | 3 – 4 |          | Match amical                                        |
| 7            | 28 mars 2009       | Cristal Stadium, Genk, Belgique                          | Belgique             | 2 – 4 |          | Qualifications Coupe du monde 2010                  |
| 8 et 9       | 1er avril 2009     | Stade Bilino Polje, Zenica, Bosnie-Herzégovine           | Belgique             | 2 – 1 |          | Qualifications Coupe du monde 2010                  |
| 10           | 6 juin 2009        | Stade Pierre-de-Coubertin, Cannes, France                | Oman                 | 2 – 1 |          | Match amical                                        |
| 11 et 12     | 12 août 2009       | Stade Asim Ferhatović Hase, Sarajevo, Bosnie-Herzégovine | Iran                 | 2 – 3 |          | Match amical                                        |
| 13           | 10 octobre 2009    | A. Le Coq Arena, Tallinn, Estonie                        | Estonie              | 0 – 2 |          | Qualifications Coupe du monde 2010                  |
| 14           | 14 octobre 2009    | Stade Bilino Polje, Zenica, Bosnie-Herzégovine           | Espagne              | 2 – 5 |          | Qualifications Coupe du monde 2010                  |
| 15           | 3 juin 2010        | Commerzbank-Arena, Francfort                             | Allemagne            | 3 – 1 |          | Match amical                                        |
| 16           | 3 septembre 2010   | Stade Josy-Barthel, Luxembourg                           | Luxembourg           | 0 – 3 |          | Qualifications Euro 2012                            |
| 17           | 17 novembre 2010   | Štadión Pasienky, Bratislava, Slovaquie                  | Slovaquie            | 2 – 3 |          | Match amical                                        |
| 18           | 26 mars 2011       | Stade Bilino Polje, Zenica, Bosnie-Herzégovine           | Roumanie             | 2 – 1 |          | Qualifications Euro 2012                            |
| 19           | 7 octobre 2011     | Stade Bilino Polje, Zenica, Bosnie-Herzégovine           | Luxembourg           | 5 – 0 |          | Qualifications Euro 2012                            |
| 20           | 11 octobre 2011    | Stade de France, Paris, France                           | France               | 1 – 1 |          | Qualifications Euro 2012                            |
| 21           | 1er juin 2012      | Soldier Field, Chicago, Illinois                         | Mexique              | 2 – 1 |          | Match amical                                        |
| 22, 23 et 24 | 7 septembre 2012   | Rheinpark Stadion, Vaduz, Liechtenstein                  | Liechtenstein        | 1 – 8 |          | Éliminatoires de la Coupe du monde de football 2014 |
| 25           | 11 septembre 2012  | Stade Bilino Polje, Zenica, Bosnie-Herzégovine           | Lettonie             | 4 – 1 |          | Éliminatoires de la Coupe du monde de football 2014 |
| 26           | 16 octobre 2012    | Stade Bilino Polje, Zenica, Bosnie-Herzégovine           | Lituanie             | 3 – 0 |          | Éliminatoires de la Coupe du monde de football 2014 |
| 27 et 28     | 22 mars 2013       | Stade Bilino Polje, Zenica, Bosnie-Herzégovine           | Grèce                | 3 – 1 |          | Éliminatoires de la Coupe du monde de football 2014 |
| 29           | 7 juin 2013        | Skonto stadions, Riga, Lettonie                          | Lettonie             | 0 – 5 |          | Éliminatoires de la Coupe du monde de football 2014 |
| 30 et 31     | 14 août 2013       | Stade Asim Ferhatović Hase, Sarajevo, Bosnie-Herzégovine | États-Unis           | 3 – 4 |          | Match amical                                        |
| 32 et 33     | 11 octobre 2013    | Stade Bilino Polje, Zenica, Bosnie-Herzégovine           | Liechtenstein        | 4 - 1 |          | Éliminatoires de la Coupe du monde de football 2014 |
| 34 et 35     | 30 mai 2014        | Edward Jones Dome, Saint-Louis, États-Unis               | Côte d'Ivoire        | 2 - 1 |          | Match amical                                        |
| 36           | 25 juin 2014       | Stade Octávio-Mangabeira, Salvador, Brésil               | Iran                 | 3 - 1 |          | Coupe du monde de football de 2014                  |
| 37           | 4 septembre 2014   | Stade Bilino Polje, Zenica, Bosnie-Herzégovine           | Liechtenstein        | 3 – 0 |          | Match amical                                        |
| 38           | 13 octobre 2014    | Stade Bilino Polje, Zenica, Bosnie-Herzégovine           | Belgique             | 1 – 1 |          | Éliminatoires du Championnat d'Europe 2016          |
| 39,40 et 41  | 28 mars 2015       | Estadio Nacional, Andorre-la-Vieille, Andorre            | Andorre              | 0 – 3 |          | Éliminatoires du Championnat d'Europe 2016          |
| 42           | 12 juin 2015       | Stade Bilino Polje, Zenica, Bosnie-Herzégovine           | Israël               | 3 – 1 |          | Éliminatoires du Championnat d'Europe 2016          |
| 43           | 3 septembre 2015   | Stade Roi Baudouin, Bruxelles, Belgique                  | Belgique             | 3 – 1 |          | Éliminatoires du Championnat d'Europe 2016          |
| 44           | 6 septembre 2015   | Stade Bilino Polje, Zenica, Bosnie-Herzégovine           | Andorre              | 3 – 0 |          | Éliminatoires du Championnat d'Europe 2016          |
| 45           | 13 novembre 2015   | Stade Bilino Polje, Zenica, Bosnie-Herzégovine           | République d'Irlande | 1 – 1 |          | Barrages Euro 2016                                  |
| 46           | 29 mars 2016       | Letzigrund, Zurich, Suisse                               | Suisse               | 0 – 2 |          | Match amical                                        |
| 47           | 6 septembre 2016   | Stade Bilino Polje, Zenica, Bosnie-Herzégovine           | Estonie              | 5 – 0 |          | Éliminatoires Coupe du monde 2018                   |
| 48 et 49     | 10 octobre 2016    | Stade Bilino Polje, Zenica, Bosnie-Herzégovine           | Chypre               | 2 – 0 |          | Éliminatoires Coupe du monde 2018                   |
| 50           | 28 mars 2017       | Elbasan Arena, Elbasan, Albanie                          | Albanie              | 1 – 2 |          | Match amical                                        |
| 51 et 52     | 3 septembre 2017   | Stade de l'Algarve, Faro, Portugal                       | Gibraltar            | 0 – 4 |          | Éliminatoires Coupe du monde 2018                   |
| 53           | 11 septembre 2018  | Stade Bilino Polje, Zenica, Bosnie-Herzégovine           | Autriche             | 1 – 0 |          | Ligue des nations de l'UEFA 2018-2019               |
| 54 et 55     | 15 octobre 2018    | Stade Grbavica, Sarajevo, Bosnie-Herzégovine             | Irlande du Nord      | 2 – 0 |          | Ligue des nations de l'UEFA 2018-2019               |
| 56           | 11 juin 2019       | Allianz Stadium, Turin, Italie                           | Italie               | 2 – 1 |          | Éliminatoires du Championnat d'Europe 2020          |
| 57           | 5 septembre 2019   | Stade Bilino Polje, Zenica, Bosnie-Herzégovine           | Liechtenstein        | 5 - 0 |          | Éliminatoires du Championnat d'Europe 2020          |
| 58           | 8 septembre 2019   | Stade Républicain Vazgen-Sargsian, Erevan, Arménie       | Arménie              | 4 – 2 |          | Éliminatoires du Championnat d'Europe 2020          |
| 59           | 4 septembre 2021   | Artemio-Franchi, Florence, Italie                        | Italie               | 1 – 1 |          | Ligue des nations de l'UEFA 2020-2021               |
| 60           | 1er septembre 2021 | Stade de la Meinau, Strasbourg, France                   | France               | 1 – 1 |          | Éliminatoires Coupe du monde 2022                   |

## Palmarès

### En club
|  |  | VfL Wolfsburg - Bundesliga - Champion : 2009 |  | Manchester City - Premier League - Champion : 2012 et 2014 - Coupe d'Angleterre - Vainqueur : 2011 - Finaliste : 2013 - Coupe de la Ligue anglaise - Vainqueur : 2014 - Community Shield - Vainqueur : 2012 - Finaliste : 2011 et 2014 |  | AS Rome - Serie A - Vice-Champion : 2017 | Inter Milan - Coupe d'Italie - Vainqueur : 2022 et 2023 - Supercoupe d'Italie - Vainqueur : 2021 et 2022 - Ligue des champions - Finaliste : 2023 |

### Distinctions personnelles
- Élu meilleur joueur de la Bundesliga en 2008-2009
- Élu meilleur joueur bosnien de l'année 2009, 2010 et 2011
- 13e au Ballon d'or en 2009
- Élu sportif de l'Année de Bosnie-Herzégovine en 2009 et 2018
- Meilleur buteur de la Coupe d'Allemagne en 2008-2009 (6 buts)
- Meilleur buteur du Championnat d'Allemagne en 2009-2010 (22 buts)
- Meilleur buteur de la Ligue Europa en 2016-2017 (8 buts)
- Meilleur buteur du Championnat de la Serie A en 2016-2017 (29 buts)
- Membre de l'équipe type de la Ligue des champions de l'UEFA en 2018
- Membre de l'équipe type de la Ligue Europa en 2021.
- Meilleur buteur de l'histoire du Bosnie-Herzégovine
- Meilleur buteur de l'histoire du VfL Wolfsburg
- Joueur le plus capé de l'histoire du Bosnie-Herzégovine